# George Carpenter (2e comte de Tyrconnell)
George Carpenter, 2e comte de Tyrconnell (1750 - 15 avril 1805), titré vicomte Carlingford entre 1761 et 1762, est un homme politique britannique qui siège à la Chambre des communes pendant 30 ans, de 1772 à 1802. 

## Jeunesse
Il est le fils aîné de George Carpenter (1er comte de Tyrconnell) et de son épouse Frances Clifton, de Herefordshire, en Angleterre,. Il est connu sous le titre de courtoisie de vicomte Carlingford lorsque son père est élevé au rang de comte en 1761. Il devient comte dès l'année suivante à la mort de son père. Il s'agissait d'une pairie irlandaise et ne lui donne pas droit à un siège à la Chambre des Lords britannique, même si cela lui donne droit à un siège à la Chambre des lords irlandaise. 

## Famille
Lord Tyrconnell épouse le 9 juillet 1772, Frances Manners, la fille aînée du commandant militaire John Manners (marquis de Granby), et petite-fille de John Manners (3e duc de Rutland). Ce mariage est dissous par une loi du Parlement en octobre 1777 et la dame épouse plus tard Phillip Anstruther. 
Tyrconnell se remarie le 3 juin 1780, à Sarah Hussey Delaval, la plus jeune fille et cohéritière de John Delaval (1er baron Delaval). Ils ont un enfant : 
- Susan Hussey Carpenter (vers 1784-1827), qui épouse Henry Beresford (2e marquis de Waterford).

## Carrière politique
Lord Tyrconnell est élu député de Scarborough le 28 juillet 1772, siège qu'il occupe jusqu'en 1796, date à laquelle il est réélu pour Berwick-upon-Tweed. Il représente cette circonscription jusqu'en 1802. Malgré les difficultés liées à ses mariages, il doit ses sièges au Parlement à ses anciennes épouses. Avant 1790, il assiste régulièrement aux travaux parlementaires et suit silencieusement la ligne Rutland en politique. Il soutient l'administration de William Pitt. 
Tyrconnell vote pour le plan de fortification de Richmond le 27 février 1786, et avec Pitt sur la régence en 1788 et 1789. En mai 1787, lorsque la question des dettes du prince de Galles est soumise au Parlement, Pulteney informe Tyrconnell de la lettre qu'il a reçue de Rutland, et Carpenter vote en conséquence «pour le prince». En avril 1791, Carpenter est inscrit comme «hostile» à l'abrogation de la loi sur les tests en Écosse. Le 29 mai 1791, il renouvelle une demande à Pitt pour inscrire sa sœur, Lady Almeria Carpenter, sur la liste des pensions, compte tenu de son «maigre» revenu." Il n'a laissé aucune trace dans ce Parlement, à l'exception de ses demandes pour un procès équitable pour John Fenton Cawthorne qui a été menacé d'expulsion le 25 avril 1796. La duchesse de Rutland a clairement indiqué qu'il ne serait pas à nouveau nommé à Scarborough pour 1796. 
En 1796, il est réélu sans opposition en tant que député de Berwick-upon-Tweed. En 1799, il décide de ne plus se présenter à Berwick, et il ne laisse aucune autre preuve d'activité parlementaire et se retire en 1802 de la vie publique. 
Lord Tyrconnell est décédé le 15 avril 1805. Il est remplacé par son neveu, George, le fils de Charles Carpenter, devenu le 3e comte de Tyrconnell. 